# The Getaway: Black Monday
The Getaway: Black Monday est un jeu vidéo d'action GTA-like, développé par Team Soho et édité par Sony, sorti le 17 novembre 2004 en Europe sur PlayStation 2. C’est le second épisode de la série The Getaway.

## Trame

### Synopsis
Le joueur incarne le sergent Mitchell, un policier à la gâchette facile, le boxeur Eddie O'Connor et Sam Thompson qui vont découvrir à leurs dépens le braquage raté d'une banque dans Londres. Danny, l’entraîneur d'Eddie, se fait tuer par le patron de l'industrie Viktor Scobel. Eddie décide de se venger, prenant par la même occasion sous son bras une jeune fille à peine majeure : Sam Thompson,.

### Personnages
- Le sergent Ben Mitchell (VO : Bob Cryer ; VF : Patrick Béthune) : il est censé démanteler avec ses collègues les gangs qui gangrènent la capitale britannique. Au cours du jeu, il devra assurer la protection de la journaliste Jackie Philips. Depuis qu'il a abattu un jeune délinquant l'année précédente, Ben Mitchell est sujet à de violents troubles psychiques. Certains de ses collègues l'apprécient néanmoins pour son professionnalisme quasiment pathologique quand d'autres s'en méfient comme de la peste. Dans le jeu, le joueur incarne le sergent Ben Mitchell durant les dix premières missions.

- Eddie O'Connor (VO : Dave Legeno) : boxeur professionnel, il s’entraîne depuis l’âge de onze ans dans la salle de Danny West. Eddie découvre par hasard que Danny a de sérieux ennuis financiers et qu’il a contracté un emprunt auprès de gens peu recommandables. Afin d’aider Danny à trouver de l’argent et à rembourser ses menaçants financiers, Eddie prend des décisions qui l’entraînent, lui et plusieurs acolytes, dans un haletant thriller urbain. C’est ainsi qu’il rencontre Sam Thompson, jeune femme courageuse et pétillante qui l'aidera à mener à bien une aventure aussi sensationnelle qu'éprouvante. C’est dans le tout dernier niveau du jeu que la route d’Eddie croisera celle du sergent Ben Mitchell. Le joueur incarne Eddie O'Connor durant onze missions.

- Sam Thompson (VO : Jane Peachey) : jeune hackeuse pleine de vie et de bonne humeur, prête à tout et n'importe quoi pour s'affirmer. Ce sont ses compétences en piratage informatique qui lui vaudront d'être contactée par Danny. Dans le jeu, le joueur incarne l'agile adolescente durant trois missions.

- Danny West (VO : Denis Gilmore) : Ancien boxeur professionnel devenu entraîneur et propriétaire d'une salle de boxe, il entraîne Eddie O'Connor depuis longtemps. Les difficultés financières qu'il rencontre l'ont incité à opérer des emprunts qu'il n'arrive pas à rembourser.

- Viktor Skobel (VO : Robert Jezek) : odieux patron de la Skobel Bank se situant dans le plus célèbre immeuble londonien, le 30 St Mary Axe, en plein cœur de la ville.

- Nadia Prushnatova (VO : Yana Yanezic) : tueuse professionnelle violente et impitoyable, ancienne du KGB, au service de Viktor Skobel.

- Levi Stratov (VO : Paul Kaye) : un des plus coriaces sous-fifres de Viktor Skobel. Ce voyou est un provocateur né qui, au volant de son cabriolet de luxe, nargue les policiers en compagnie de sa petite amie. Il profite de son amitié avec le puissant Viktor Skobel pour se tirer de ses arrestations en toute impunité. C'est lors d'une mission ardue et périlleuse dans une immense casse automobile du quartier Lambeth (au sud), que Ben Mitchell va appréhender Levi Stratov, mais comme toujours ce dernier s'en sortira grâce aux relations de Viktor Skobel jusqu'au moment où il paiera de sa vie son insolence.

- Zara Beauvais (VO : Jo Lawden) : petite amie de Viktor Skobel.

- Inspector Munroe (VO : Karl Jenkinson) : un des collègues du sergent Ben Mitchell.

- Alexei « Le Dentiste » (VO : John Albasiny) : un des tueurs, à la solde de Viktor Skobel, à l'effrayante réputation.

- Jimmer Collins (VO : Glen Doherty) : le petit frère de Nick Collins décédé à la fin du premier The Getaway, dans l'explosion du cargo Sol Vita.

- Jamalh (VO : Elwin David) : le chef des Yardies, le gang qui opère dans le nord de Londres. Il est le seul rescapé (avec Mark & Alex Hammond, Yasmeen et Franck Carter) de l'explosion du cargo Sol Vita qui eut lieu à la fin du premier The Getaway.

- Jackie Philips (VO : Kerry Ann Smith) : la journaliste que le Sergent Ben Mitchell est censé protéger. Elle détient des documents aptes à faire tomber Viktor Skobel. Jackie n'est pas insensible au charme ténébreux de Ben Mitchell mais ce dernier se montre obstinément distant, toujours très professionnel.

## Système de jeu
The Getaway: Black Monday reprend le gameplay de son prédécesseur et se déroule à nouveau à Londres. Il s'agit donc une fois de plus d'un jeu d'action en monde ouvert dans le style d'un GTA-Like. Le mode de jeu principal comporte deux scénarios dans lequel le joueur prend principalement le contrôle de deux personnages. Il contrôle d'abord Ben Mitchell et ensuite Eddie O'Connor. Le joueur prend aussi le contrôle de Sam Thompson pendant trois missions du deuxième scénario. Le jeu comporte quatre fins différentes.

## Accueil
The Getaway: Black Monday a reçu un accueil mitigé de la presse spécialisée, laquelle livre des critiques mitigées et polarisées, comme l'atteste Metacritic qui obtient un score d'avis positif de 57 % en effectuant la moyenne pondérée de 53 notes.

### Sources primaires
1. ↑  (en) The Getaway: Black Monday : User Manual, Sony Computer Entertainment, 2004, p. 1.

### Sources secondaires
1. ↑  (en) SCEE Press office, consulté le 5 mai 2008.
2. 1 2 3 4  Logan, « Test : The Getaway: Black Monday », sur Jeuxvideo.com, 17 novembre 2004 (consulté le 27 mars 2020)
3. 1 2  (en) Ivan Sulic, « The Getaway: Black Monday », sur IGN, 10 janvier 2005 (consulté le 27 mars 2020)
4. ↑  (en) Kristan Reed, « The Getaway: Black Monday », sur Eurogamer, 12 mai 2005 (consulté le 27 mars 2020)
5. ↑  Puyo, « The Getaway 2 : Par ici la sortie », sur Gamekult, 22 novembre 2004 (consulté le 27 mars 2020)
6. ↑  (en) Alex Navarro, « The Getaway: Black Monday Review », sur GameSpot, 11 janvier 2005 (consulté le 27 mars 2020)
7. 1 2  (en) « The Getaway: Black Monday for PlayStation 2 Reviews », sur Metacritic (consulté le 27 mars 2020)